# الحرب في دارفور
الحرب في دارفور هي نزاع مسلح يجري في منطقة دارفور في السودان، اندلع في فبراير 2003 عندما بدأت مجموعتان متمردتان هما حركة تحرير السودان وحركة العدل والمساواة بقتال الحكومة السودانية التي تتهم باضطهاد سكان دارفور من غير العرب. ردت الحكومة بهجمات عبارة عن حملة تطهير عرقي ضد سكان دارفور غير العرب. أدت الحملة إلى مقتل مئات الآلاف من المدنيين واتهم بسببها الرئيس السوداني عمر حسن البشير بارتكاب إبادة جماعية، جرائم حرب، وجرائم ضد الإنسانية من قبل محكمة العدل الدولية.
يضم الطرف الأول للصراع القوات المسلحة السودانية والشرطة والجنجاويد، وهي ميليشيا سودانية تتكون من قبائل عربية خصوصا البدو؛ ظلت أغلب المجموعات العربية الأخرى في دارفور غير مشاركة. يضم الجانب الآخر المجموعات المتمردة، خصوصا حركة تحرير السودان وحركة العدل والمساواة، التي تتشكل من المجموعات العرقية المسلمة غير العربية مثل الفور، الزغاوة، والمساليت. رغم أن الحكومة السودانية تنفي علنا دعمها للجنجاويد، توجد مزاعم تؤكد دعمها لهذه الميليشيا بالمساعدة المالية والأسلحة وتنظيم هجمات مشتركة، خصوصا ضد المدنيين. تقول تقديرات عدد الخسائر البشرية أنه يصل إلى عدة مئات آلاف من القتلى، إما بسبب القتال أو الجوع والمرض. أجبر النزوح الضخم والتهجير القسري الملايين إلى الذهاب إلى مخيمات اللاجئين أو عبور الحدود، مما أدى إلى أزمة إنسانية. وصف وزير الخارجية الأمريكي السابق كولين باول الوضع بأنه إبادة جماعية أو أفعال إبادة جماعية.
وقعت الحكومة السودانية وحركة العدل والمساواة اتفاقا لوقف إطلاق النار في فبراير 2010، واتفاقا مؤقتا للسعي نحو السلام. نجحت حركة العدل والمساواة إلى حد كبير في المحادثات بعد أن تمكنت من نيل شبه حكم ذاتي للمنطقة مثل جنوب السودان. ومع ذلك، تعطلت المفاوضات بسبب اتهامات للجيش السوداني بشنه غارات وضربات جوية ضد أحد القرى، في انتهاك لاتفاق تولو. أنذرت حركة العدل والمساواة، أكبر مجموعة متمردة في دارفور، بمقاطعة المفاوضات.

## جذور الصراع
على الرغم من أن دارفور، —أي «منزل الفور» بأسلوب آخر في اللغة العربية— هي الجزء التقليدي من الولايات التي تقع على طول وادي النيل العلوي، فإنها أصبحت سلطنة مستقلة في القرن الرابع عشر. استولى السودان المصري عليها أولا في 1875 واستسلم محافظها سلاطين باشا إلى الدولة المهدية في 1883. بعد الانتصار الإنجليزي المصري في الحرب المهدية، أعيد السلطان علي دينار كوكيل بريطاني قبل خلعه في حملة 1916 بعد أن أراد الدخول إلى جانب تركيا في منتصف الحرب العالمية الأولى. بعد ذلك، ظلت دارفور مقاطعة في السودان المصري الإنجليزي وجمهورية السودان المستقلة.
هناك عدة تفسيرات مختلفة لجذور الصراع الحالي. يدعم التفسير الأول فكرة النزاع على الأراضي بين رعاة الأغنام شبه الرحل والمزارعين غير الرحل. الصراع حول الماء هو سبب رئيسي أيضا للنزاع. ارتبطت أزمة دارفور بنزاع ثان. في جنوب السودان، اندلعت الحرب الأهلية واستمرت لأكثر من عقدين بين الحكومة الشمالية التي يهيمن عليها العرب والسود المسيحيين والوثنيين الجنوبيين. تشابكت هذه الأخيرة لمدة عامين مع الصراع بين الحكومة الوطنية الإسلامية في الخرطوم ومجموعتين متمردتين اثنتين في دارفور: جيش تحرير السودان وحركة العدل والمساواة.

### مزاعم التمييز العنصري
في أوائل 1991، وقعت قبيلة الزغاوة السودانية غير العربية ضحية لحملة تمييز عنصري عربية، لعزل العرب عن غير العرب. اتهم العرب السودانيون، الذين يسيطرون على الحكومة، بممارسة التمييز العنصري ضد المواطنين السودانيين غير العرب. اتهمت الحكومة «بالسعي نحو تحويل المجتمع إلى عربي بالكامل» بتنفيذها سياسات التمييز العنصري والتطهير العرقي.
اتهم عالم الاقتصاد في الجامعة الأمريكية جورج أيتيي حكومة السودان العربية بممارسة أفعال عنصرية ضد المواطنين السود. حسب أيتيي، «في السودان...يحتكر العرب السلطة ويستبعدون السود، هذا تمييز عنصري عربي». انضم عدد كثير من المحللين الأفارقة إلى أيتيي في اتهام السودان بممارسة تمييز عنصري عربي.
قال ألان ديرشوتز أن حكومة السودان «تمثل نموذجا مهما» لحكومة تطبق سياسات «التمييز العنصري». ردد وزير العدل الكندي السابق إروين كوتلر نفس الاتهام.

## مسار الحرب

### البداية
قال فلينت ودي وال أن الإبادة الجماعية انطلقت في 26 فبراير 2003، عندما زعمت مجموعة تسمي نفسها جبهة تحرير دارفور علنا أنها شنت هجوما على غولو، المقر الرئيسي لمنطقة جبل مرة. مر هذا الهجوم، ومع ذلك، اندلع الصراع، عندما هاجم المتمردون مخافر الشرطة، نقاط الجيش والقوافل العسكرية وردت الحكومة بهجوم بري وجوي ضخم على معقل المتمردين في جبال مرة. كان العمل العسكري الأول للمتمردين هو عبارة عن هجوم ناجح على حامية للجيش في 25 فبراير 2002. عرفت الحكومة بالحركة المتمردة الموحدة منذ أن وقع هجوم على مخفر شرطة في غولو في يونيو 2002. قال فلينت ودي وال أن بداية التمرد كانت في 21 يوليو 2001، عندما اجتمعت مجموعة من الزغاوة والفور في أبو قمرة وأقسموا اليمين فوق القرآن بالعمل معا لمواجهة الهجمات التي ترعاها الحكومة على قراهم. كل سكان دارفور تقريبا مسلمون، ويشمل هذا الجنجاويد، بالإضافة إلى قادة الحكومة في الخرطوم.
في 25 مارس 2003، احتل المتمردون حامية قرية تين بالقرب من الحدود التشادية، واستولوا على كميات كبيرة من الذخائرة والأسلحة. على الرغم من تهديد الرئيس عمر البشير بأن «يتدخل» الجيش، فإن عدد القوات المسلحة الاحتياطية كان صغيرا. نشر الجيش سابقا في كل من الجنوب، الذي وصلت فيه الحرب الأهلية السودانية الثانية إلى مراحلها الأخيرة، والشرق، حيث يهدد المتمردون المدعومون من إريتريا بضرب خط أنابيب تم إنشاءه مؤخرا يمتد من حقول النفط الوسطى إلى بورتسودان. أثبتت تكتيكات حرب العصابات وهي عبارة عن غارات سريعة عدم تدرب الجيش على القيام بعمليات في الصحراء لمواجهتها. ومع ذلك، دمر القصف الجوي مواقع المتمردين في الجبال.

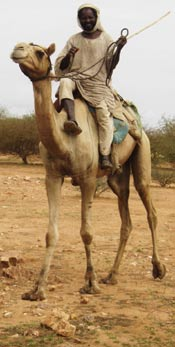
مقاتلو الجنجاويد هم لاعب رئيسي في الصراع.

في 5:30 صباحا في 25 أبريل 2003، دخلت قوة مشتركة من جيش تحرير السودان وحركة العدل والمساواة تركب 33 سيارة تويوتا لاند كروزر الفاشر وهاجمت موقعا عسكريا. في الساعات الأربعة التالية، دمرت أربعة قاذفات أنتونوف وطائرات هيلكوبتر (حسب الحكومة؛ سبعة حسب المتمردين) على الأرض، وقتل 75 جنديا، طيارا وتقنيا وأسر 32، بما في ذلك قائد قاعدة جوية، وهو لواء. لم يسبق لنجاح الغارة مثيل في السودان؛ في عشرين سنة من الحرب في الجنوب، لم ينفذ متمردو جيش التحرير الشعبي السوداني مثل هذه العملية أبدا.
أصبحت غارة الفاشر نقطة تحول، عسكريا ونفسيا كذلك. أذلت القوات المسلحة بسبب الغارة، وأصبحت الحكومة في وضعية إستراتيجية صعبة. احتاجت القوات المسلحة العاجزة إلى إعادة التدريب. تقع مسؤولية المقاضاة عن نشوب الحرب على عاتق المخابرات العسكرية السودانية. ومع ذلك، في الأشهر الوسطى من 2003، فاز المتمردون في 34 من أصل 38 اشتباك. في مايو، دمر جيش تحرير السودان كتيبة في كتم، وقتل 500 وحرر 300 سجين؛ في منتصف يوليو، قتل 250 في هجوم ثان على تين. بدأ جيش تحرير السودان في المستقبل بدخول مناطق جديدة شرقا، مهددا بنشر الحرب في كردفان.
خسر الجيش باستمرار، وقامت ثلاثة عناصر بمحاولة تحويل مسار الحرب لصالح الحكومة: المخابرات العسكرية، القوات الجوية والجنجاويد. يتكون هذا الأخير من رعاة قبيلة البقارة الذي استخدمتهم الحكومة لقمع انتفاضة المساليت من 1986 إلى 1999. أصبح الجنجاويد محور إستراتيجية مكافحة التمرد الجديدة. رغم نفي الحكومة باستمرار دعم مقاتلي الجنجاويد، فإن مصادر عسكرية داخل دارفور تصف هؤلاء بأنهم قوة شبه عسكرية، متكاملة مع نظام اتصالات وبعض المدافع. يدرك المخططون العسكريون العواقب المحتملة لهذه الإستراتيجية: أدت الأساليب المتشابهة المستخدمة في جبال النوبة وبالقرب من حقول النفط الجنوبية خلال عقد 1990 إلى انتهاكات صارخة لحقوق الإنسان والتهجير القسري.

### 2004–2005
في 2004، احتضنت تشاد مفاوضات في إنجامينا والتي أدت إلى التوقيع على اتفاق وقف إطلاق النار الإنساني في 8 أبريل بين الحكومة السودانية، حركة العدل والمساواة، وجيش تحرير السودان. لم تشارك مجموعة واحدة في محادثات أو اتفاق أبريل لوقف إطلاق النار، هي الحركة الوطنية للإصلاح والتنمية، التي انفصلت عن حركة العدل والمساواة في أبريل. استمرت هجمات الجنجاويد والمجموعات المتمردة على الرغم من وقف إطلاق النار، وأسس الاتحاد الأفريقي لجنة لمراقبة هذا الأخير وتسجيل الملاحظات حوله.

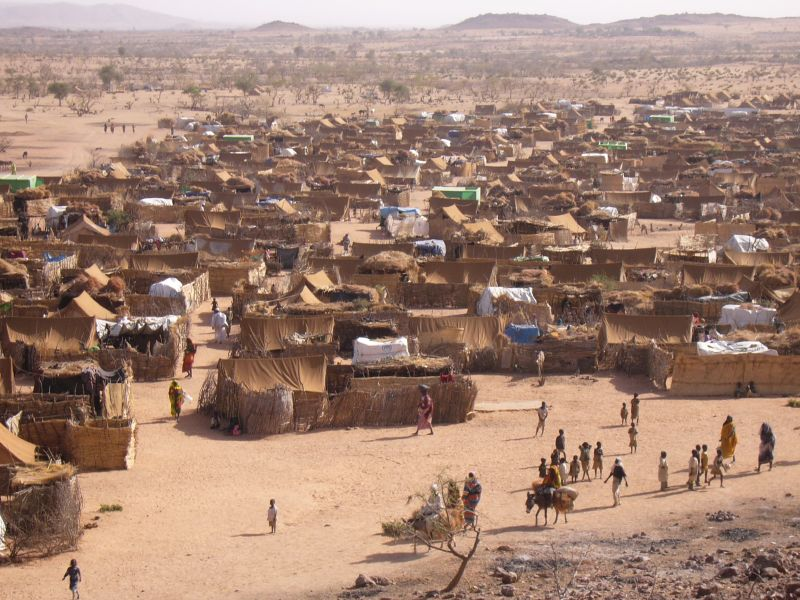
مخيم لللاجئين في تشاد في 2005.

في أغسطس، أرسل الاتحاد الأفريقي 150 جندي رواندي لحماية مراقبي وقف إطلاق النار. ومع ذلك، أصبح جليا أن عدد 150 جندي غير كاف، وبالتالي، انضم 150 جندي نيجيري.
في 18 سبتمبر، أصدر مجلس الأمن الدولي قراره رقم 1564 والذي أعلن فيه أن الحكومة السودانية لم تنفذ التزاماتها وأعرب كذلك عن قلقه البالغ بخصوص هجمات الهيلكوبتر والاعتداءات من قبل الجنجاويد. ورحب بنية الاتحاد الأفريقي زيادة عدد المراقبين في مهمته وحث كل الدول الأعضاء على دعم مثل هذه الجهود.
خلال أبريل 2005، بعد توقيع الحكومة السودانية اتفاقا لوقف إطلاق النار مع جيش التحرير الشعبي السوداني الذي أدى إلى نهاية الحرب الأهلية السودانية الثانية، زاد عدد قوة مهمة الاتحاد الأفريقي في السودان حيث أصبح يصل إلى 600 جندي و 80 مراقب عسكري. في يوليو، كبر العدد مجددا وأصبح 3.300 (مع ميزانية 220 مليون دولار). في أبريل 2005، ضمت قوة مهمة الاتحاد الأفريقي في السودان ما يقارب 7.000.
قادت صعوبة الأزمة إلى التحذير بخطر وقوع كارثة وشيكة، مع تحذير الأمين العام للأمم المتحدة كوفي عنان بخطر وقوع إبادة جماعية. أدت قوة حملة الجنجاويد إلى مقارنتها بالإبادة الجماعية الرواندية، لكن رفضت الحكومة السودانية هذه المقارنة. دون مراقبون مستقلون هذه التكتيكات، التي تشمل قطع الأوصال وقتل غير المقاتلين، بما في ذلك الأطفال الصغار والرضع، والتي تتشابه مع التطهير العرقي الذي استخدم الحروب اليوغوسلافية وحذروا من أن بعد المنطقة يمنع مئات الآلاف من السكان من تلقي المساعدات. ذكرت مجموعة الأزمات الدولية والتي يقع مقرها في بروكسل في مايو 2004 أنه يحتمل أن يموت حوالي 350.000 مدني بسبب الجوع والمرض.

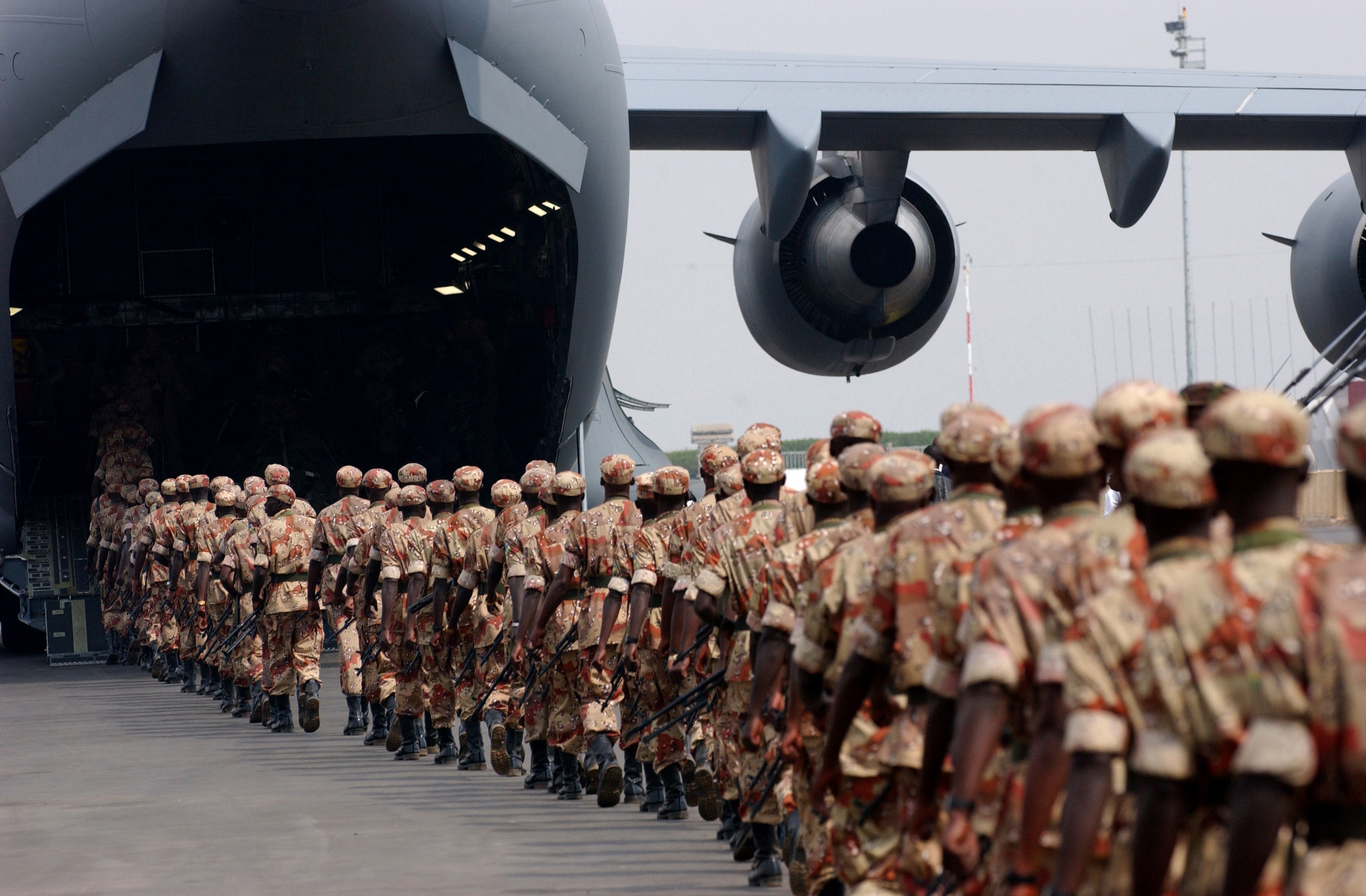
جنود تابعون لمهمة الاتحاد الأفريقي في السودان من رواندا يستعدون للذهاب إلى دارفور في 2005.

في 10 يوليو 2005، أقسم الزعيم السابق لجيش التحرير الشعبي السوداني جون قرنق اليمين كنائب للرئيس السوداني. ومع ذلك، في 30 يوليو، توفي قرنق في تحطم مروحية. على الرغم من تحسن مستوى الأمن، تقدمت المحادثات بين الجماعات المتمردة المختلفة في منطقة دارفور ببطئ.
أدى هجوم على مدينة أدري التشادية بالقرب من الحدود السودانية إلى مقتل 300 متمرد في ديسمبر. ألقي اللوم على السودان بخصوص الهجوم، الذي يعتبر الثاني في المنطقة في ثلاثة أيام. قاد تصاعد التوترات الحكومة التشادية إلى إعلانها العداوة مع السودان ودعت التشاديين إلى الوقوف في وجه «عدوهما المشترك».

### 2006

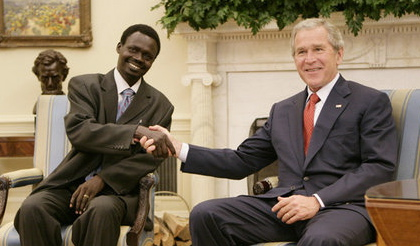
ميني ميناوي مع الرئيس الأمريكي جورج دبليو بوش بعد توقيعه اتفاق مايو.

في 5 مايو 2006، وقعت الحكومة السودانية اتفاق السلام في دارفور مع فصيل ميني ميناوي في جيش تحرير السودان. ومع ذلك، رفض الاتفاق من قبل حركة العدل والمساواة الأصغر وفصيل منافس في جيش تحرير السودان تحت قيادة عبد الواحد النور. اشتغل الزعيم المفاوض سليم أحمد أحمد (يعمل لصالح الاتحاد الأفريقي)، نائب وزير الخارجية الأمريكي روبرت زوليك، ممثلون عن الاتحاد الأفريقي ومسؤولون أجانب آخرون في العاصمة النيجيرية أبوجا لكتابة بنود الاتفاق.
اشتملت الصفحة 115 من الاتفاق على تقاسم السلطة، تجريد الجنجاويد وغيرها من الميليشيات من السلاح، دمج جنود حركة تحرير السودان وحركة العدالة والمساواة في القوات المسلحة السودانية والشرطة، تأسيس نظام اتحادي، تقاسم الثروة للنهوض بالاقتصاد في دارفور، وتنظيم استفتاء على الوضع المستقبلي لدارفور مع وضع كافة التدابير الرامية لتعزيز تدفق المساعدات الإنسانية.
حضر ممثلون عن الاتحاد الأفريقي، نيجيريا، ليبيا، الولايات المتحدة الأمريكية، المملكة المتحدة، الأمم المتحدة، الاتحاد الأوروبي، جامعة الدول العربية، مصر، كندا، النرويج وهولندا بصفتهم شهودا عن الاتفاق.
شهد يوليو وأغسطس 2006 تجدد القتال، وتركت المنظمات تقديم المساعدات بسبب الهجمات ضد موظفيها. دعا عنان 18.000 من قوات حفظ السلام الدولية في دارفور لكي تحل مكان حوالي 7.000 رجل تابع لبعثة الاتحاد الأفريقي في السودان. في واحدة من الحوادث في كلمة، خرجت سبع نساء من مخيم لللاجئين لجمع الحطب، لكنهم اغتصبن، ضربن وسرقن من قبل الجنجاويد. عندما اقتربوا من الانتهاء، جرد المهاجمون هؤلاء النساء من ملابسهن ثم هربوا.
في جلسة سرية في 18 أغسطس، حذر هادي العنابي، مساعد الأمين العام لعمليات حفظ السلام، من تحضير السودان على ما يبدو لهجوم عسكري كبير. جاء التحذير بعد يوم واحد من تقرير لجنة حقوق الإنسان الخاصة بالأمم المتحدة للمحققة سيما سمر والتي أكد أن جهود السودان التي يبذلها ظلت ضعيفة لتحقيق السلام على الرغم من توقيع الاتفاق. في 19 أغسطس، جدد السودان معارضته لاستبدال بعثة الاتحاد الأفريقي في السودان مع قوة تابعة للأمم المتحدة، مما أدى إلى إعطاء الولايات المتحدة «لتهديد» إلى السودان بسبب «العواقب المحتملة».
في 25 أغسطس، رفض السودان حضور اجتماعات مجلس الأمن التابع للأمم المتحدة لشرح خطته القائمة على إرسال 10.000 جندي سوداني لدارفور بدلا من قوات حفظ السلام الدولية المقترحة المتكونة من 20.000 جندي. أعلن مجلس الأمن أنه سيعقد الاجتماع على الرغم من غياب السودان. كذلك في 24 أغسطس، ذكرت لجنة الإنقاذ الدولية أن مئات النساء قد اغتصبن وتعرضن لاعتداءات جنسية في كل مخيم كلمة خلال الأسابيع السابقة وأن الجنجاويد تسببوا عن طريق الاغتصاب في تعرض النساء للإذلال واللواتي أصبحن منبوذات في مجتمعاتهن. في 25 أغسطس، حذر مساعد المسؤول عن الشؤون الخارجية في مكتب الشؤون الأفريقية جينداي فريزر، من احتمال مواجهة المنطقة لأزمة أمن ما لم يتم نشر قوات حفظ السلام الدولية.
في 26 أغسطس، يومين قبل جلسة مجلس الأمن ووصول فريزر إلى الخرطوم، ظهر بول سالوبيك، وهو صحفي أمريكي في مجلة ناشيونال جيوغرافيك، في المحكمة في دارفور حيث واجه تهمة التجسس؛ كان قد عبر إلى البلاد بشكل غير قانوني عبر تشاد، واتهم أيضا بالتحايل على الحكومة السودانية وتجاهل القيود الرسمية المفروضة على الصحفيين الأجانب. كان قد أطلق سراحه في وقت لاحق بعد مفاوضات مباشرة مع الرئيس البشير. جاء تومو كريشنار في نفس الشهر، وهو مبعوث رئاسي سلوفيني، لكنه سجن لمدة عامين بتهمة التجسس.

#### قوات حفظ السلام الدولية المقترحة
في 31 أغسطس 2006، وافق مجلس الأمن على قرار يدعو إلى إرسال قوة جديدة لحفظ السلام متكونة من 17.300 جندي إلى المنطقة. عبر السودان عن معارضة قوية للقرار. في 1 سبتمبر، ذكر مسؤولون في الاتحاد الأفريقي أن السودان قد شن هجوما ضخما في دارفور، مما أسفر عن مقتل أكثر من 20 شخص وتشريد أكثر من 1.000. في 5 سبتمبر، أمر السودان القوة التابعة للاتحاد الأفريقي بمغادرة البلاد بحلول نهاية هذا الشهر، مضيفا أنه «ليس لديها الحق في نقل هذه المهمة الخاصة بها إلى الأمم المتحدة أو أي طرف آخر. هذا الحق تتمتع به حكومة السودان». في 4 سبتمبر، في خطوة لم تعتبر غريبة، أعرب الرئيس التشادي إدريس ديبي عن تأييده لقوات حفظ السلام الدولية. انتهت وصاية الاتحاد الأفريقي على قواته في 30 سبتمبر 2006، وأكد أن بعثته إلى السودان سوف تغادر البلاد. ومع ذلك، في اليوم التالي، قال واحد من كبار المسؤولين بوزارة الخارجية الأمريكية للصحفيين أن قوة الاتحاد الأفريقي قد تظل حتى بعد انتهاء الموعد النهائي للوصاية.

#### الخريف
في 8 سبتمبر، قال أنطونيو غوتيريس رئيس المفوضية العليا للأمم المتحدة لشؤون اللاجئين، أن دارفور تواجه «كارثة إنسانية». في 12 سبتمبر، ادعى مبعوث الاتحاد الأوروبي إلى السودان بيكا هافيستو أن الجيش السوداني «يقصف المدنيين في دارفور». ذكر مسؤول في برنامج الغذاء العالمي أنه تم منع وصول المعونة الغذائية إلى ما لا يقل عن 355.000 شخص. وقال عنان، «إن المأساة في دارفور وصلت إلى لحظة حاسمة. يجب على المجلس أن يتخد إجراءات عاجلة في أقرب الأوقات».
في 14 سبتمبر، ذكر زعيم حركة تحرير السودان، ميني ميناوي أنه لا يؤيد فكرة قوات حفظ السلام الدولية، وقال أن رفض الحكومة السودانية لهذه القوات هو بسبب وصفها لنشر مثل هذه القوات بأنه غزو غربي. ادعى ميناوي أن بعثة الاتحاد الأفريقي «لا يمكنها أن تفعل أي شيء لأن مدة وصاية الاتحاد الأفريقي عليها محدودة جدا».

## مذكرة اعتقال ضد البشير وطرد لمنظمات إغاثة
أعلن الرئيس السوداني عمر البشير في مارس 2009 عن طرد ما بين ست إلى عشر من منظمات تقدم العون والإغاثة للنازحين من الحرب في إقليم دارفور، وبررت السلطات السودانية قرارها بدعوى تعامل المنظمات مع محكمة الجنايات الدولية التي أصدرت مذكرة اعتقال دولية ضد الرئيس السوداني عمر البشير ومطالبتها الدول الموقعة على معاهدة روما والتي تم بموجبها إنشاء المحكمة بالتعاون في تنفيذ طلب المحكمة متهمة إياه بارتكاب جرائم حرب في إقليم دارفور.
ومن بين المنظمات التي طردتها السلطات السودانية منظمتي أوكسفام وسيف تشيلدرن البريطانيتيين اللتين تعملان ليس في دارفور فحسب بل في مناطق أخرى من السودان، وتقدم منظمة أوكسفام خدمات المياه والصرف الصحي لحوالي 400 ألف شخص في دارفور، في حين تقدم «سيف تشيلدرن» الدعم لحوالي 500 ألف طفل في المنطقة.
وكانت مذكرة دولية قد صدرت في 4 مارس 2009 من قبل المدعي العام بمحكمة الجنايات الدولية في لاهاي باعتقال الرئيس السوداني عمر البشير لاتهامه بارتكاب جرائم حرب في إقليم دارفور السوداني. وقد وجهت للرئيس السوداني سبعة تهم منها ارتكاب جرائم ضد الإنسانية والترحيل القسري والتعذيب، وتوجد تهمتان من جرائم الحرب منها قيادة الهجمات ضد السكان المدنيين، إلا أن المحكمة لم توجه له تهمة ارتكاب أعمال إبادة جماعية لعدم وجود أدلة كافية على ذلك.
وفي 10 مارس قال مسؤولون «أن الأمم المتحدة تعتمد بشدة على منظمات خارجية في نقل المساعدات في دارفور، حتى ان قيام السلطات السودانية بطرد 16 منظمة غير حكومية أصاب بالشلل نصف برنامجها الخاص بالمساعدات»، وقد طردت السلطات السودانية عددا من المنظمات الإنسانية يعمل فيها 6500 موظف مساعدات في دارفور، وصادرت السيارات وأجهزة الحاسوب والمعدات الخاصة بها. وتلك المنظمات إضافة لمنظمات أخرى يعتمد 4.7 مليون نسمة من سكان دارفور على مساعداتهم في المأوى والغذاء والحماية من القتال. كما كانت أربعة من المنظمات غير الحكومية تتولى توزيع ثلث مساعدات برنامج الأغذية العالمي في دارفور التي تصل بانتظام إلى نحو 1.1 مليون نسمة في 130 موقعا.